# Crenimugil heterocheilos
Crenimugil heterocheilos är en fiskart som först beskrevs av Bleeker, 1855.  Crenimugil heterocheilos ingår i släktet Crenimugil och familjen multfiskar. IUCN kategoriserar arten globalt som livskraftig. Inga underarter finns listade i Catalogue of Life.